# St. Hippolyt (Dettingen)

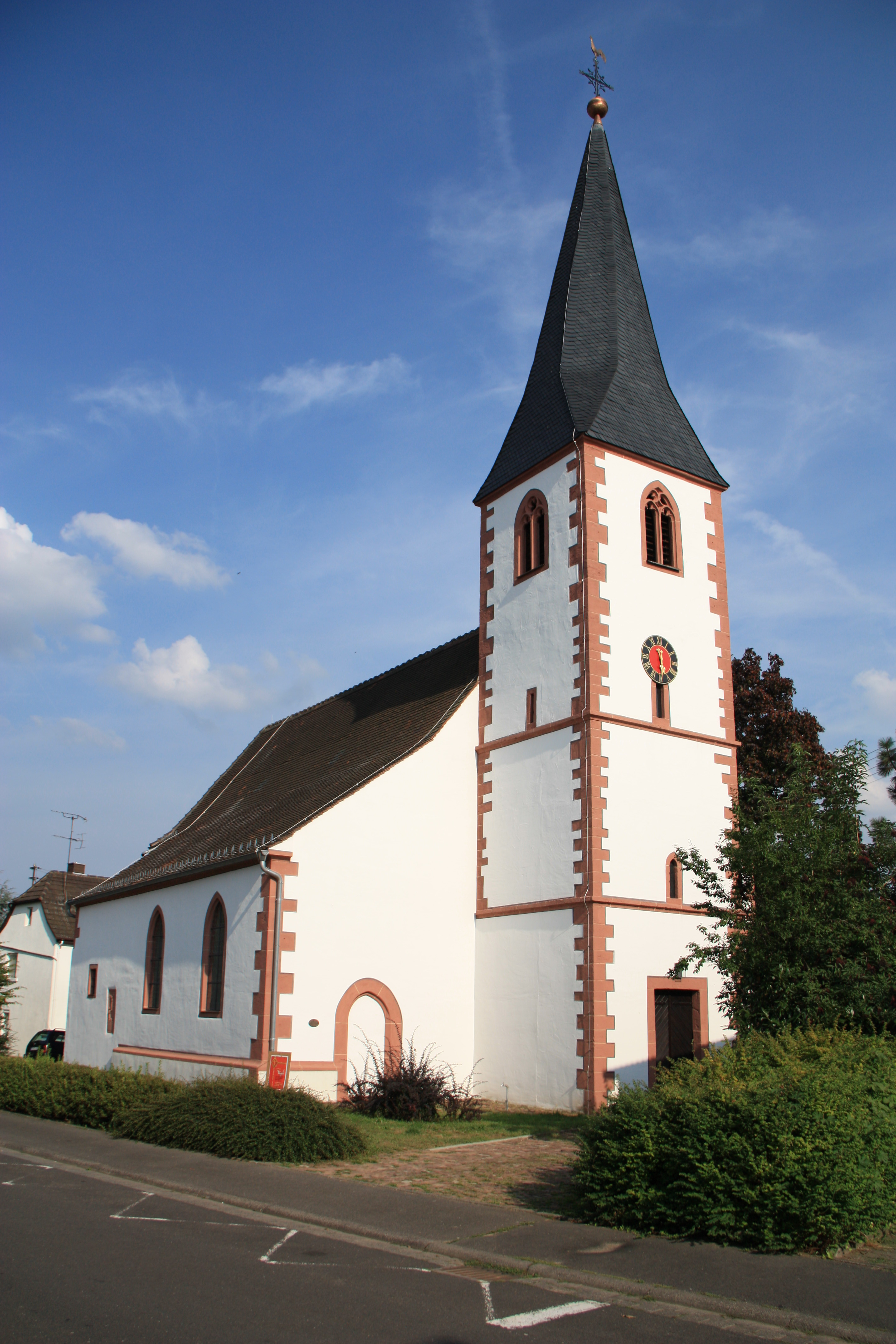
St. Hippolyt in Dettingen

Die römisch-katholische Filialkirche St. Hippolyt ist ein denkmalgeschütztes Kirchengebäude in Dettingen am Main, einem Ortsteil von Karlstein am Main im Landkreis Aschaffenburg (Unterfranken, Bayern). Kirchenpatron ist der Hl. Hippolyt von Rom. Das Bauwerk ist unter der Denkmalnummer D-6-71-114-1 als Baudenkmal in die Bayerische Denkmalliste eingetragen. Die Kirche gehört zur Pfarreiengemeinschaft Kirche auf dem Weg (Karlstein am Main) im Pastoralen Raum Alzenau des Bistums Würzburg. Die meisten Gottesdienste finden in der 1922/23 erbauten Pfarrkirche St. Peter und Paul statt.

## Beschreibung
Die erste Kirche ist urkundlich 1340 belegt. Auf Grund dendrochronologischer Untersuchungen wird ihre Erbauungszeit zwischen 1150 und 1270 geschätzt. Unter Dietrich Schenk von Erbach wurde die spätgotische Saalkirche mit einem dreiseitig geschlossenen Chor 1445 auf deren Grundmauern erbaut. Als Wallfahrtskirche mit überregionaler Bedeutung wurde sie bereits im 16. Jahrhundert unter Diether von Isenburg bzw. Uriel von Gemmingen um ein zweijochiges Seitenschiff mit einem Treppenturm zu einer Hallenkirche erweitert. Im Chor befinden sich ein gotisches Sakramentshaus und ein Dreisitz, die die Kirche weit bekannt gemacht haben.
Eine umfangreiche Sanierung kam 2009 zum Abschluss. Seither steht ein Retabel von Markus Fräger auf dem Altar, der eigentlich seit der Purifizierung 1950 – also bereits lange vor dem 2. Vatikanischen Konzil – bereits versus populum benutzt worden war. An der Retabelrückseite befindet sich seit 2017 das örtliche Hippolyt-Reliquiar. Es stammt aus den Hanauer Bernwards-Werkstätten.